# Parasitidae
Parasitidae zijn  een familie van mijten. Bij de familie zijn 35 geslachten met circa 425 soorten ingedeeld.